# U.S. Route 75
U.S. Route 75 (ou U.S. Highway 75) é uma autoestrada dos Estados Unidos.
Faz a ligação do Sul para o Norte. A U.S. Route 75 foi construída em 1926 e tem 1 239 milhas (1 994 km).

## Principais ligações
Autoestrada 44 em Tulsa
 Autoestrada 70 em Topeka
 Autoestrada 80 em Omaha
 Autoestrada 29 em Sioux City
 Autoestrada 94 perto de Fargo